# Ribari (Konjic, BiH)
Ribari su naseljeno mjesto u općini Konjic, Federacija Bosne i Hercegovine, BiH.
Nalazi se u gornjem toku rijeke Neretve.

## Povijest
U srednjem vijeku nalazio se na prostoru srednjovjekovne humske Komske župe koja je pripadala Sankovićima. Ime se dovodi se u svezu s opskrbom ribom, kao i s još nekim toponimima (Ribići, Glavatičevo). Ribari se prozvani prema seljanima koji su lovili ribu za svoje gospodare.

## Stanovništvo

### 1991.
Nacionalni sastav stanovništva 1991. godine, bio je sljedeći:
ukupno: 170
- Muslimani – 124
- Srbi – 45
- ostali, neopredijeljeni i nepoznato – 1

### 2013.
Nacionalni sastav stanovništva 2013. godine, bio je sljedeći:
ukupno: 53
- Bošnjaci – 53

## Vanjske poveznice
- Satelitska snimka  Arhivirana inačica izvorne stranice od 6. svibnja 2021. (Wayback Machine)